# 黄秀芳
黄 秀芳（こう しゅうほう、フアン シウファン、1971年〈民国60年〉11月10日 - ）は、中華民国（台湾）の政治家。民主進歩党所属の立法委員。

## 経歴
2005年、彰化県議員選挙で初当選した。その後再選され、3期務める。
2012年の第8回立法委員選挙では、彰化県第二選挙区から出馬したが、落選した。
2016年の第9回立法委員選挙では国民党候補を僅差で破り当選した。
2020年の第10回立法委員選挙でも再選された。
2022年、彰化県長選挙に立候補したが、選挙の結果国民党の候補に敗れた。
2024年の第11回立法委員選挙では、50%以上の得票率で国民党候補を破り、再選に成功した。

## 選挙記録
| 年度 | 選舉屆數             | 選舉區           | 所屬政黨   | 得票數  | 得票率 | 當選標記 | 備註 |
| ---- | -------------------- | ---------------- | ---------- | ------- | ------ | -------- | ---- |
| 2005 | 第16回彰化県議員選挙 | 第一選挙区       | 民主進歩党 | 7,120   | 4.71%  |          |      |
| 2009 | 第17回彰化県議員選挙 | 第一選挙区       | 民主進歩党 | 12,732  | 8.61%  |          |      |
| 2012 | 第8回立法委員選挙    | 彰化県第二選挙区 | 民主進歩党 | 77,158  | 44.53% |          |      |
| 2014 | 第18回彰化県議員選挙 | 第一選挙区       | 民主進歩党 | 15,592  | 9.48%  |          |      |
| 2016 | 第9回立法委員選挙    | 彰化県第二選挙区 | 民主進歩党 | 73,227  | 45.07% |          |      |
| 2020 | 第10回立法委員選挙   | 彰化県第二選挙区 | 民主進歩党 | 83,013  | 45.11% |          |      |
| 2022 | 第19回彰化県長選挙   | 彰化県           | 民主進歩党 | 272,817 | 41.94% |          |      |
| 2024 | 第11回立法委員選挙   | 彰化県第二選挙区 | 民主進歩党 | 90,688  | 52.70% |          |      |